# Tarasivka, Troițke
Tarasivka (în ucraineană Тарасівка) este o comună în raionul Troițke, regiunea Luhansk, Ucraina, formată numai din satul de reședință.

## Demografie
Componența lingvistică a comunei Tarasivka
     Ucraineană (95,64%)
     Rusă (4,01%)
     Alte limbi (0,24%)
Conform recensământului din 2001, majoritatea populației comunei Tarasivka era vorbitoare de ucraineană (95,64%), existând în minoritate și vorbitori de rusă (4,01%).